# Kulturno-povijesna cjelina Vrbovec
Kulturno-povijesna cjelina Vrbovec, skup građevina u mjestu i gradu Vrbovec, zaštićeno kulturno dobro.

## Opis
Građevine iz 14. – 19.stoljeća.

## Zaštita
Pod oznakom Z-3533 zaveden je kao nepokretno kulturno dobro – pojedinačno, pravna statusa zaštićena kulturnog dobra, klasificirano kao "sakralna graditeljska baština".